# Desdemona de Bonis
Pour l’article homonyme, voir Desdemona.
Desdemona, op. 101, est une œuvre de la compositrice Mel Bonis, datant de 1913.

## Composition
Mel Bonis compose Desdemona pour piano en 1913. L'œuvre, dédiée à Paul Locard, est publiée la même année aux éditions Alphonse Leduc et rééditée en 2004 chez Furore.

## Analyse
Desdemona fait partie d'un corpus d'œuvres que la compositrice a composé en se basant sur de grandes héroïne mythologiques. Ces pièces offrent des figures archétypales pour penser la place des femmes et le sort que les hommes leur réservent. Ce sont des « bijoux symbolistes » et des œuvres à clefs. Cette pièce fait partie d'un cycle posthume : « Femmes de légende », qui comprend aussi Mélisande, Ophélie, Viviane, Phœbé, Salomé et Omphale. Elle s'inspire du personnage féminin d'Othello ou le Maure de Venise de William Shakespeare. Il s'agit d'une pièce de forte teneur nostalgique, une sorte de romance sans parole élégante, à la beauté pénétrante et triste.
Cette pièce fait aussi partie de ces œuvres demandant une certaine exigence technique. On y trouve un balancement régulier de l'accompagnement et une mélodie à la main droite qui projette distinctement la mesure à 
 indiquée au début de l'œuvre. La pièce se divise en trois sections clairement délimitées : ABA'. La section centrale est deux fois plus importante que les deux autres sections. La section terminale reprend de façon quasi-littérale la section initiale.
En épigraphe de la partition, la compositrice donne les deux premiers vers de la traduction de la « Chanson du saule » par Maurice Bouchor. Cette chanson est celle que Desdémone chante dans Othello ou le Maure de Venise de William Shakespeare. Pour François de Médicis, cela suggère que la simplicité de la carrure remplit un rôle poétique, celui de la triste cantilène de caractère folklorique. Dans la pièce shakespearienne, Desdémone, soupçonnée d'adultère, attend l'arrivée de son mari jaloux qui a pour objectif de l'assassiner. La ligne mélodique de la pièce imite le chant de Desdémone, tandis que l'accompagnement imite les murmures du cours d'eau dont font mention les paroles de la chanson. L'œuvre semble dépeindre l'épisode où Desdémone, interrompue au milieu de son chant, demande à sa suivante Émilia qui frappe à la porte, tandis que cette dernière lui répond que ce n'est que le bruit du vent. Les mesures 83-84 puis 85 à 87 présentent ainsi une harmonie instable, tandis que le grand trait de doubles croches qui part du haut du clavier déferle vers les graves avant de remonter dans les aigus.

## Discographie
- Mel Bonis, pièces pour piano, par Lioubov Timofeïeva, Voice of Lyrics C341, 1998 (BNF 38529839)
- L'ange gardien, par Laurent Martin (piano), Ligia Digital LIDI 01033181-07, 2007 (OCLC 884450880)
- Femmes de légende, par Maria Stembolskaia (piano), Ligia Digital LIDI 0103214-10, 2010, (OCLC 718391726)
- En dehors, Kyra Steckeweh (piano), 2015 (OCLC 971261237)

## Sources
: document utilisé comme source pour la rédaction de cet article.
- Étienne Jardin, Mel Bonis (1858-1937) : parcours d'une compositrice de la Belle Époque, 2020 (ISBN 978-2-330-13313-9 et 2-330-13313-8, OCLC 1153996478).
- (fr + de + en) Eberhard Mayer et Christine Géliot, Œuvre pour piano, vol. 1 : Femmes de Légende, Kassel, Furore Verlag, 2003, 56 p. (ISMN 9790500129189).